# Malcolm Stuart Boylan
Malcolm Stuart Boylan (Chicago, 13 d'abril de 1897 - Hollywood, 3 d'abril de 1967) va ser un guionista i escriptor estatunidenc.

## Guionista
Boylan va entrar a la indústria de l'entreteniment com a actor teatral mentre treballava com a periodista i publicista al Los Angeles Express Tribune. Es va familiaritzar amb el negoci del cinema a principis de la dècada de 1920 quan va ocupar el càrrec de director de publicitat d'Universal i First National. Va començar a supervisar un telenotícies setmanal per a Universal. A principis de la dècada de 1920, va escriure la història de tres curtmetratges. Boylan es va convertir en supervisor editorial de Fox Pictures i, el 1925, va començar a crear títols pel cinema mut per diversió. Es va fer un nom escrivint títols per a la versió muda de 1926 de What Price Glory. La qualitat del seu treball era tan bona que aviat va figurar als crèdits com a "Dissenyador de títols" a The Great K & A Train Robbery amb Tom Mix.
Amb l'arribada dels cinema sonor, Boylan va entrar en l'àmbit de l'escriptura de guions en el qual, principalment, va treballar com a revisor de guions. Tot i que es van produir alguns dels guions de Boylan, ell va contribuir principalment als diàlegs dels guions que es necessitaven polir. El seu treball de creació de diàlegs addicionals va començar a Fox Pictures. Boylan més tard va utilitzar les seves habilitats de fer de paraules a Columbia, així com a altres estudis com Disney. Tot i que gran part de la seva obra no es va publicar, Boylan va contribuir a/va escriure més de 90 guions entre 1921 i 1963.

## Autor
Boylan va escriure tres novel·les entre 1950 i 1961:
- Tin Sword (1950)
- Gold Pencil (1953)
- The Passion of Gabrielle

A més, va contribuir amb tres contes breus al The Saturday Evening Post a finals dels anys cinquanta:
- The Chivalrous Challenger, 19 d'octubre de 1957
- Crisi a la platja blava, 27 de juny de 1959
- Whistle-Buoy Brady, 4 d'octubre de 1958[6]

## Vida Personal
Boylan era fill de l'escriptora nord-americana Grace Duffie Boylan i del periodista i expert en curses de cavalls, Robert J. Boylan. Va ser educat a través d'un tutor així com en el sistema educatiu de les Bermudes. La seva germana gran, Clover Roe Roscoe, també va ser una escriptora de títols de la pantalla a la indústria del cinema.
Boylan es va casar dues vegades. Primer amb Josephine Fountaine (de vegades escrit "Fontaine") quan tenia 21 anys. Josephine, la filla de Colbert Fountaine, provenia d'una gran família quebequesa-nord-americana amb molts germans, incloent Frances Fountaine Frakes i Colbert D. Fountaine, un pilot a la Segona Guerra Mundial Josephine i Malcolm van tenir dos fills, Grace i Mary Boylan. El net de Boylan, Hon. Anthony Boylan Drewry, va exercir com a comissari del tribunal del comtat de Los Angeles durant molts anys. Boylan es va casar per segona vegada amb Ladessa Gibson Boylan el 1947.

## Filmografia seleccionada
- The Magnificent Brute (1921)
- The Fate of a Flirt (1925)
- Wild Papa (1925)
- What Price Glory? (1926)
- 3 Bad Men (1926)
- The Blue Eagle (1926)
- Hands Across the Border (1926)
- The Great K&A Train Robbery (1926)
- The Joy Girl (1927)
- Pajamas (1927)
- The Wizard (1927)
- Sharp Shooters (1928)
- News Parade (1928)
- Woman Wise (1928)
- Road House (1928)
- Hangman's House (1928)
- Strong Boy (1929)
- Fugitives (1929)
- Trent's Last Case (1929)
- Shipmates (1931)
- Madame Racketeer (1932)
- O'Shaughnessy's Boy (1935)
- A Yank at Oxford (1938)
- The Lady's from Kentucky (1938)
- The Devil Pays Off (1941)
- Mercy Island (1941)
- Red River Valley (1941)
- Sailors on Leave (1941)
- Remember Pearl Harbor (1942)
- Alaska (1944)
- The Man Who Dared (1946)
- Alias Mr. Twilight (1946)
- For the Love of Rusty (1947)
- The Son of Rusty (1947)
- Keeper of the Bees (1947)
- Customs Agent (1950)
- Soldiers Three (1951)
- Magic Fountain (1963)